# 모나
모나(일본어: モナー)는 일본의 인터넷상에서 자주 쓰이는 아스키 아트 캐릭터이다. 익명 게시판 2채널의 마스코트이지만, 그 발상은 그 전신인 아메조이다.
모나의 외관은 고양이를 본뜬 것으로, 주요 특징은 뾰족하게 서 있는 두 귀와 ∀ 문자를 이용한 입, 처진 두 눈, 몽톡하고 짧은 꼬리(배면)이다.
이름은 아스키아트 캐릭터가 자주 말하는 대사인 오마에모나(オマエモナー)에서 유래한 것이다. 이 대사의 뜻은 "너도야~"이다.

## AA에 의한 표현
```
・앞모습

　　 ∧＿∧　　／￣￣￣￣￣
　　(　´∀｀)＜　オマエモナー
　　(　　 　 ） ＼＿＿＿＿＿
　　｜ ｜ ｜
　　 (＿_)＿）

・뒷모습

　　 ∧＿∧
　  (　　 　 ）
    (　　 　 ）
  　│ ｜ │
    （__ (＿_）
```

## 같이 보기
- 나이토 호라이존 - VIP판의 마스코트라고 할 수 있는 2채널의 AA캐릭터.